# Oh Chong-song
Oh Chong-song (en coréen : 오청성 ; né en 1992 ou 1993), également orthographié Oh Chung-sung, est un transfuge nord-coréen. Oh fait partie des nombreux transfuges ayant fui la Corée du Nord en passant par la Corée du sud, via la Zone de sécurité commune (ZSC),. Avant son départ, Oh était un ingénieur industriel. Les enquêteurs sud-coréens ont conclu qu'Oh avait fui « impulsivement ».
Selon le Sankei Shimbun, les autorités japonaises ont confirmé qu'Oh est le fils d'un général de division nord-coréen.